# Victoria Benedictsson
Victoria Benedictsson (n. en Domme el 6 de marzo de 1850 – f. el 21 de julio de 1888) fue una escritora sueca. Su nombre de nacimiento fue Victoria María Bruzelius, y escribió con el seudónimo Ernst Ahlgren.

## Vida y obra
Se crio en una granja en Suecia. A los 21 años de edad se casó con un viudo de 49 años de la ciudad de Hörby. No fue feliz en su matrimonio y tuvo un amorío con el crítico danés y becario Georg Brandes. Este romance a menudo ha sido señalado como la causa de su posterior suicidio, pero Benedictsson tampoco se encontraba conforme con la vida intelectualmente limitada que llevaba.

Es, junto con August Strindberg, una de los más grandes exponentes de la literatura realista sueca. En sus novelas describe las desigualdades del matrimonio, y siempre trataba sobre los derechos de la mujer en sus escritos. Críticos actuales la describen como "una feminista temprana".
Se suicidó en una habitación del Hotel Leopold en Hovedvagtsgade - cercano a Kongens Nytorv en Copenhague - cortando su arteria carótida cuatro veces con una navaja.